# .cf
.cf is het top-level-domein van de Centraal-Afrikaanse Republiek. Sinds 2013 heeft .cf een overeenkomst met Freenom, het bedrijf achter .tk. Het domein is tegenwoordig gratis te registreren.